# Mela (Vorname)
Mela ist ein weiblicher Vorname.

## Herkunft
Der Name stammt von den Kurzformen, die mit „Mela“ anfangen (z. B. Melanie) oder damit enden (z. B. Pamela).

## Namenstag
31. Dezember

## Bekannte Namensträger
- Mela Escherich (1877–1956), deutsche Kunsthistorikerin und Schriftstellerin
- Mela Köhler (1885–1960), Grafikerin, Designerin
- Mela Meierhans (* 1961), Schweizer Komponistin
- Mela Muter (1876–1967), polnisch-französische Malerin
- Mela Spira (1893–1967), österreichische Schauspielerin und Schriftstellerin